# Alireza Mansourian
Alireza Mansourian (en persa: علی‌رضا منصوریان; Teherán, Irán, 1 de diciembre de 1971) es un exfutbolista y director técnico iraní.

## Selección nacional
Fue internacional con la selección de fútbol de Irán en 46 ocasiones y marcó 8 goles.

### Participaciones en Copa Asiática
| Mundial            | Sede                   | Resultado    |
| ------------------ | ---------------------- | ------------ |
| Copa Asiática 1996 | Emiratos Árabes Unidos | tercer lugar |

### Participaciones en Copas del Mundo
| Mundial                        | Sede    | Resultado    |
| ------------------------------ | ------- | ------------ |
| Copa Mundial de Fútbol de 1998 | Francia | Primera fase |

## Clubes

### Como futbolista
| Club                  | País     | Año         |
| --------------------- | -------- | ----------- |
| Pars Khodro           | Irán     | 1993 - 1995 |
| Esteghlal             | Irán     | 1995        |
| Balestier Khalsa      | Singapur | 1996        |
| Geylang International | Singapur | 1997        |
| Esteghlal             | Irán     | 1997 - 1998 |
| Xanthi Athlitikos     | Grecia   | 1998 - 1999 |
| Apollon Smyrnis       | Grecia   | 1999 - 2000 |
| St. Pauli             | Alemania | 2000 - 2002 |
| Esteghlal             | Irán     | 2002 - 2008 |

### Como entrenador
| Club           | País | Año         |
| -------------- | ---- | ----------- |
| PAS            | Irán | 2009        |
| sub-23 de Irán | Irán | 2009 - 2014 |
| Naft Tehran    | Irán | 2014 - 2016 |
| Esteghlal      | Irán | 2016 -      |

## Palmarés

### Campeonatos nacionales
| Título              | Club      | País | Año  |
| ------------------- | --------- | ---- | ---- |
| Iran Pro League (2) | Esteghlal | Irán | 1998 |
| Iran Pro League (2) | Esteghlal | Irán | 2006 |
| Copa Hazfi (2)      | Esteghlal | Irán | 1996 |
| Copa Hazfi (2)      | Esteghlal | Irán | 2008 |